# Luxembourg aux Jeux olympiques d'été de 2024
Le Luxembourg participe aux Jeux olympiques de 2024 à Paris. Il s'agit de sa 26e participation à des Jeux olympiques d'été.
L'athlète Bob Bertemes et la joueuse de tennis de table Ni Xia Lian sont nommés porte-drapeaux de la délégation luxembourgeoise.

## Nombre d’athlètes qualifiés par sport
Voici la liste des qualifiés et sélectionnés luxembourgeois par sport (remplaçants compris) :
| Sport                                 | Hommes | Femmes | Total |
| ------------------------------------- | ------ | ------ | ----- |
| Athlétisme                            | 2      | 2      | 4     |
| Cyclisme                              | 1      | 1      | 2     |
| Équitation                            | 1      | 0      | 1     |
| Sports aquatiques • Natation sportive | 1      | 0      | 1     |
| Tennis de table                       | 1      | 2      | 3     |
| Tir à l'arc                           | 1      | 0      | 1     |
| Triathlon                             | 0      | 1      | 1     |
| Total                                 | 7      | 6      | 13    |

## Bilan général
| Sport           | Médaille d'or, Jeux olympiques | Médaille d'argent, Jeux olympiques | Médaille de bronze, Jeux olympiques | Total | Rang pays |
| --------------- | ------------------------------ | ---------------------------------- | ----------------------------------- | ----- | --------- |
| Athlétisme      |                                |                                    |                                     |       |           |
| Cyclisme        |                                |                                    |                                     |       |           |
| Équitation      |                                |                                    |                                     |       |           |
| Natation        |                                |                                    |                                     |       |           |
| Tennis de table |                                |                                    |                                     |       |           |
| Tir à l'arc     |                                |                                    |                                     |       |           |
| Triathlon       |                                |                                    |                                     |       |           |
| Total           |                                |                                    |                                     |       |           |

| Jour       | Médaille d'or, Jeux olympiques | Médaille d'argent, Jeux olympiques | Médaille de bronze, Jeux olympiques | Total |
| ---------- | ------------------------------ | ---------------------------------- | ----------------------------------- | ----- |
| 26 juillet |                                |                                    |                                     |       |
| 27 juillet |                                |                                    |                                     |       |
| 28 juillet |                                |                                    |                                     |       |
| 29 juillet |                                |                                    |                                     |       |
| 30 juillet |                                |                                    |                                     |       |
| 31 juillet |                                |                                    |                                     |       |
| 1er août   |                                |                                    |                                     |       |
| 2 août     |                                |                                    |                                     |       |
| 3 août     |                                |                                    |                                     |       |
| 4 août     |                                |                                    |                                     |       |
| 5 août     |                                |                                    |                                     |       |
| 6 août     |                                |                                    |                                     |       |
| 7 août     |                                |                                    |                                     |       |
| 8 août     |                                |                                    |                                     |       |
| 9 août     |                                |                                    |                                     |       |
| 10 août    |                                |                                    |                                     |       |
| 11 août    |                                |                                    |                                     |       |
| Total      |                                |                                    |                                     |       |

| Sexe   | Médaille d'or, Jeux olympiques | Médaille d'argent, Jeux olympiques | Médaille de bronze, Jeux olympiques | Total |
| ------ | ------------------------------ | ---------------------------------- | ----------------------------------- | ----- |
| Hommes |                                |                                    |                                     |       |
| Femmes |                                |                                    |                                     |       |
| Mixte  |                                |                                    |                                     |       |
| Total  |                                |                                    |                                     |       |

## Médaillés
| Sport | Discipline | Athlète(s) | Performance | Date |
| ----- | ---------- | ---------- | ----------- | ---- |
|       |            |            |             |      |

| Sport | Discipline | Athlète(s) | Performance | Date |
| ----- | ---------- | ---------- | ----------- | ---- |
|       |            |            |             |      |

| Sport | Discipline | Athlète(s) | Performance | Date |
| ----- | ---------- | ---------- | ----------- | ---- |
|       |            |            |             |      |

## Résultats

### Athlétisme

#### Hommes
| Athlètes              | Épreuve         | Premier tour (ou tour préliminaire) | Premier tour (ou tour préliminaire) | Repêchage (ou premier tour) | Repêchage (ou premier tour) | Demi-finales | Demi-finales | Finale | Finale |
| Athlètes              | Épreuve         | Temps                               | Rang                                | Temps                       | Rang                        | Temps        | Rang         | Temps  | Rang   |
| --------------------- | --------------- | ----------------------------------- | ----------------------------------- | --------------------------- | --------------------------- | ------------ | ------------ | ------ | ------ |
| Ruben Querinjean (lb) | 3 000 m steeple |                                     | e                                   | Non disputé                 | Non disputé                 | Non disputé  | Non disputé  |        | e      |

| Athlètes     | Épreuve         | Qualification | Qualification | Finale      | Finale |
| Athlètes     | Épreuve         | Performance   | Rang          | Performance | Rang   |
| ------------ | --------------- | ------------- | ------------- | ----------- | ------ |
| Bob Bertemes | Lancer du poids | m             | e             | m           | e      |

#### Femmes
| Athlètes               | Épreuve | Premier tour (ou tour préliminaire) | Premier tour (ou tour préliminaire) | Repêchage (ou premier tour) | Repêchage (ou premier tour) | Demi-finales | Demi-finales | Finale  | Finale  |
| Athlètes               | Épreuve | Temps                               | Rang                                | Temps                       | Rang                        | Temps        | Rang         | Temps   | Rang    |
| ---------------------- | ------- | ----------------------------------- | ----------------------------------- | --------------------------- | --------------------------- | ------------ | ------------ | ------- | ------- |
| Patrizia van der Weken | 100 m   | Exempté                             | Exempté                             | 11 s 14                     | 2e                          | 11 s 13      | 4e           | Eliminé | Eliminé |
| Vera Hoffmann          | 1 500 m |                                     | e                                   |                             | e                           |              | e            |         | e       |

### Cyclisme

#### Route
| Athlète     | Compétition     | Temps | Rang |
| ----------- | --------------- | ----- | ---- |
| Alex Kirsch | Course en ligne |       | e    |

| Athlète           | Compétition      | Temps | Rang |
| ----------------- | ---------------- | ----- | ---- |
| Christine Majerus | Course en ligne  |       | e    |
| Christine Majerus | Contre-la-montre |       | e    |

### Équitation
| Athlète             | Cheval | Compétition | Grand Prix | Grand Prix | Grand Prix Spécial | Grand Prix Spécial | Grand Prix Spécial | Grand Prix Freestyle | Grand Prix Freestyle | Grand Prix Freestyle | Total | Total |
| Athlète             | Cheval | Compétition | Score      | Rang       | Score              | Total              | Rang               | Score                | Total                | Rang                 | Score | Rang  |
| ------------------- | ------ | ----------- | ---------- | ---------- | ------------------ | ------------------ | ------------------ | -------------------- | -------------------- | -------------------- | ----- | ----- |
| Nicolas Wagner (en) |        | Individuel  |            | e          | Non disputé        | Non disputé        | Non disputé        |                      |                      | e                    |       | e     |

### Natation
| Athlète             | Épreuve          | Séries | Séries | Demi-finales | Demi-finales | Finale | Finale |
| Athlète             | Épreuve          | Temps  | Rang   | Temps        | Rang         | Temps  | Rang   |
| ------------------- | ---------------- | ------ | ------ | ------------ | ------------ | ------ | ------ |
| Ralph Daleiden (lb) | 100 m nage libre |        | e      |              | e            |        | e      |

### Tennis de table
| Athlète(s) (n° de tête de série) | Compétition | Tour préliminaire   | 1er tour            | 2e tour             | 3e tour             | 4e tour             | Quart de finale     | Demi-finale         | Finale / MB         | Rang |
| Athlète(s) (n° de tête de série) | Compétition | Adversaire(s) Score | Adversaire(s) Score | Adversaire(s) Score | Adversaire(s) Score | Adversaire(s) Score | Adversaire(s) Score | Adversaire(s) Score | Adversaire(s) Score | Rang |
| -------------------------------- | ----------- | ------------------- | ------------------- | ------------------- | ------------------- | ------------------- | ------------------- | ------------------- | ------------------- | ---- |
| Luka Mladenovic (de) ()          | Simple      |                     |                     |                     |                     |                     |                     |                     |                     | e    |

| Athlète(s) (n° de tête de série) | Compétition | Tour préliminaire   | 1er tour            | 2e tour             | 3e tour             | 4e tour             | Quart de finale     | Demi-finale         | Finale / MB         | Rang |
| Athlète(s) (n° de tête de série) | Compétition | Adversaire(s) Score | Adversaire(s) Score | Adversaire(s) Score | Adversaire(s) Score | Adversaire(s) Score | Adversaire(s) Score | Adversaire(s) Score | Adversaire(s) Score | Rang |
| -------------------------------- | ----------- | ------------------- | ------------------- | ------------------- | ------------------- | ------------------- | ------------------- | ------------------- | ------------------- | ---- |
| Ni Xia Lian ()                   | Simple      |                     |                     |                     |                     |                     |                     |                     |                     | e    |
| Sarah De Nutte ()                | Simple      |                     |                     |                     |                     |                     |                     |                     |                     | e    |

### Tir à l'arc
| Athlète        | Compétition | Tour préliminaire | Tour préliminaire | 1/32e de finale  | 1/16e de finale  | 1/8e de finale   | Quart de finale  | Demi-finale      | Finale / MB      | Rang |
| Athlète        | Compétition | Score             | Rang              | Adversaire Score | Adversaire Score | Adversaire Score | Adversaire Score | Adversaire Score | Adversaire Score | Rang |
| -------------- | ----------- | ----------------- | ----------------- | ---------------- | ---------------- | ---------------- | ---------------- | ---------------- | ---------------- | ---- |
| Pit Klein (es) | Hommes      | 650               | 50e               | Santiago Arcila  |                  |                  |                  |                  |                  | e    |

### Triathlon
| Athlète       | Compétition | Natation (1,5 km) | Transition 1 | Vélo (40 km) | Transition 2 | Course (10 km) | Temps | Résultat |
| ------------- | ----------- | ----------------- | ------------ | ------------ | ------------ | -------------- | ----- | -------- |
| Jeanne Lehair | Femmes      |                   |              |              |              |                |       | e        |